# Grésy-sur-Isère
Grésy-sur-Isère is een gemeente in het Franse departement Savoie (regio Auvergne-Rhône-Alpes). De plaats maakt deel uit van het arrondissement Albertville. Grésy-sur-Isère telde op 1 januari 2022 1.197 inwoners.

## Geografie
De oppervlakte van Grésy-sur-Isère bedroeg op 1 januari 2022 9,02 vierkante kilometer; de bevolkingsdichtheid was toen 132,7 inwoners per km².

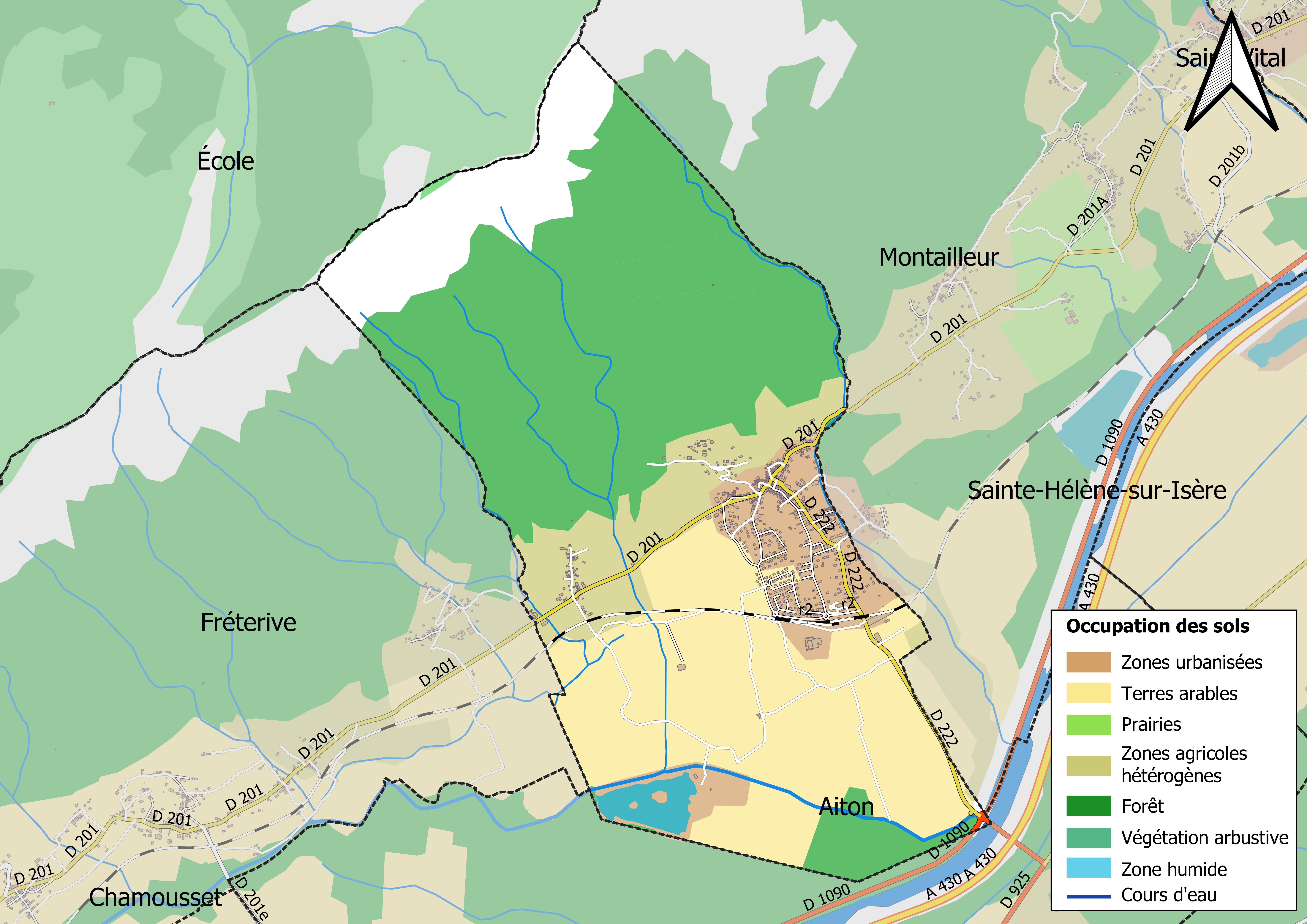
Kaart van de gemeente met de belangrijkste infrastructuur, bodemgebruik en omliggende gemeenten

## Demografie
Onderstaande figuur toont het verloop van het inwonertal (bron: INSEE-tellingen).